# Бетел (Північна Кароліна)
Бетел (англ. Bethel) — місто (англ. town) в США, в окрузі Пітт штату Північна Кароліна. Населення — 1373 особи (2020).

## Географія
Бетел розташований за координатами 35°48′26″ пн. ш. 77°22′34″ зх. д. / 35.80722° пн. ш. 77.37611° зх. д. (35.807216, -77.376146).  За даними Бюро перепису населення США в 2010 році місто мало площу 2,74 км², уся площа — суходіл.

## Демографія
Згідно з переписом 2010 року, у місті мешкало 1577 осіб у 648 домогосподарствах у складі 416 родин. Густота населення становила 576 осіб/км².  Було 747 помешкань (273/км²).
Расовий склад населення:
| - 59,5 % — чорних або афроамериканців - 38,9 % — білих - 0,3 % — корінних американців - 0,3 % — азіатів - 0,1 % — вихідців з тихоокеанських островів |

До двох чи більше рас належало 0,3 %. Частка іспаномовних становила 1,0 % від усіх жителів.
За віковим діапазоном населення розподілялося таким чином: 23,3 % — особи молодші 18 років, 59,3 % — особи у віці 18—64 років, 17,4 % — особи у віці 65 років та старші. Медіана віку мешканця становила 43,9 року. На 100 осіб жіночої статі у місті припадало 82,9 чоловіків;  на 100 жінок у віці від 18 років та старших — 77,5 чоловіків також старших 18 років.
Середній дохід на одне домашнє господарство  становив 43 100 доларів США (медіана — 30 238), а середній дохід на одну сім'ю — 55 520 доларів (медіана — 40 200). Медіана доходів становила 39 514 долари для чоловіків та 30 417 доларів для жінок. За межею бідності перебувало 29,7 % осіб, у тому числі 39,2 % дітей у віці до 18 років та 28,5 % осіб у віці 65 років та старших.
Цивільне працевлаштоване населення становило 644 особи. Основні галузі зайнятості: освіта, охорона здоров'я та соціальна допомога — 29,5 %, роздрібна торгівля — 16,3 %, виробництво — 10,1 %, науковці, спеціалісти, менеджери — 8,5 %.